# Kyrenia-Gebirge
Das Kyrenia-Gebirge, griechisch Βουνά της Κερύνειας Vouná tis Kerýneias, türkisch Girne Dağları, auch Kyrenia-Berge (nach einem der antiken Namen der heutigen Stadt Girne), ist ein Gebirgszug im Norden der Mittelmeerinsel Zypern in der Türkischen Republik Nordzypern. Nach dem markanten Pentadaktylos wird in der Literatur bisweilen auch das gesamte Gebirge mit diesem Namen bezeichnet.
Das Gebirge besteht aus Kalkstein und fällt im Norden relativ steil ins Meer ab. Es besteht aus Sedimenten, die zwischen dem Perm und dem mittleren Miozän abgelagert und durch den Zusammenstoß der Afrikanischen Platte und der Eurasischen Platte senkrecht gestellt wurden. Höchster Berg ist mit 1024 m der Kyparissovouno (Selvili Tepe).
Das Kyrenia-Gebirge läuft nach Nordosten in der schmalen Halbinsel Karpas und im Westen am Kap Kormakitis aus.
Mehrere Burgen der französischen Adelsfamilie der Lusignans und Klöster aus byzantinischer und fränkischer Zeit nutzen ab 1200 die schroffe Lage und den weiten Blick, unter anderem die Burgen St. Hilarion, Buffavento und Kantara sowie die gotische Abtei Bellapais des Prämonstratenserordens.
1974/75 zerstörten Brände, ausgelöst durch Luftangriffe, den Wald im Kyrenia-Gebirge großflächig. 1995 vernichtete ein weiterer großer Waldbrand, ausgelöst mutmaßlich durch Spekulation, fast 6500 Hektar Wald rund um Girne. Die Wälder haben sich bis heute davon nicht erholt und die Wiederaufforstung gelingt durch das trockene Klima nur sehr langsam.

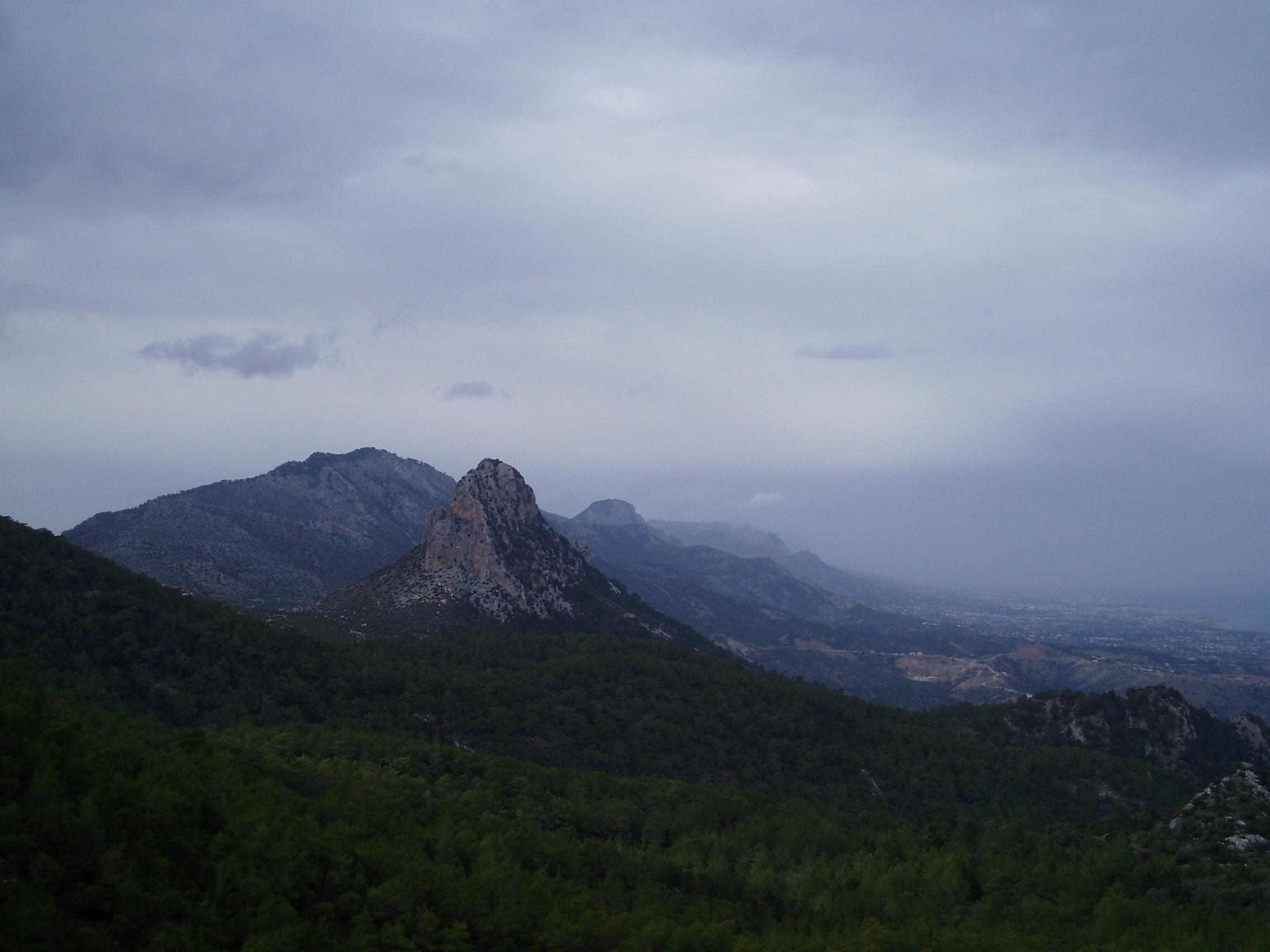
Das Kyrenia-Gebirge
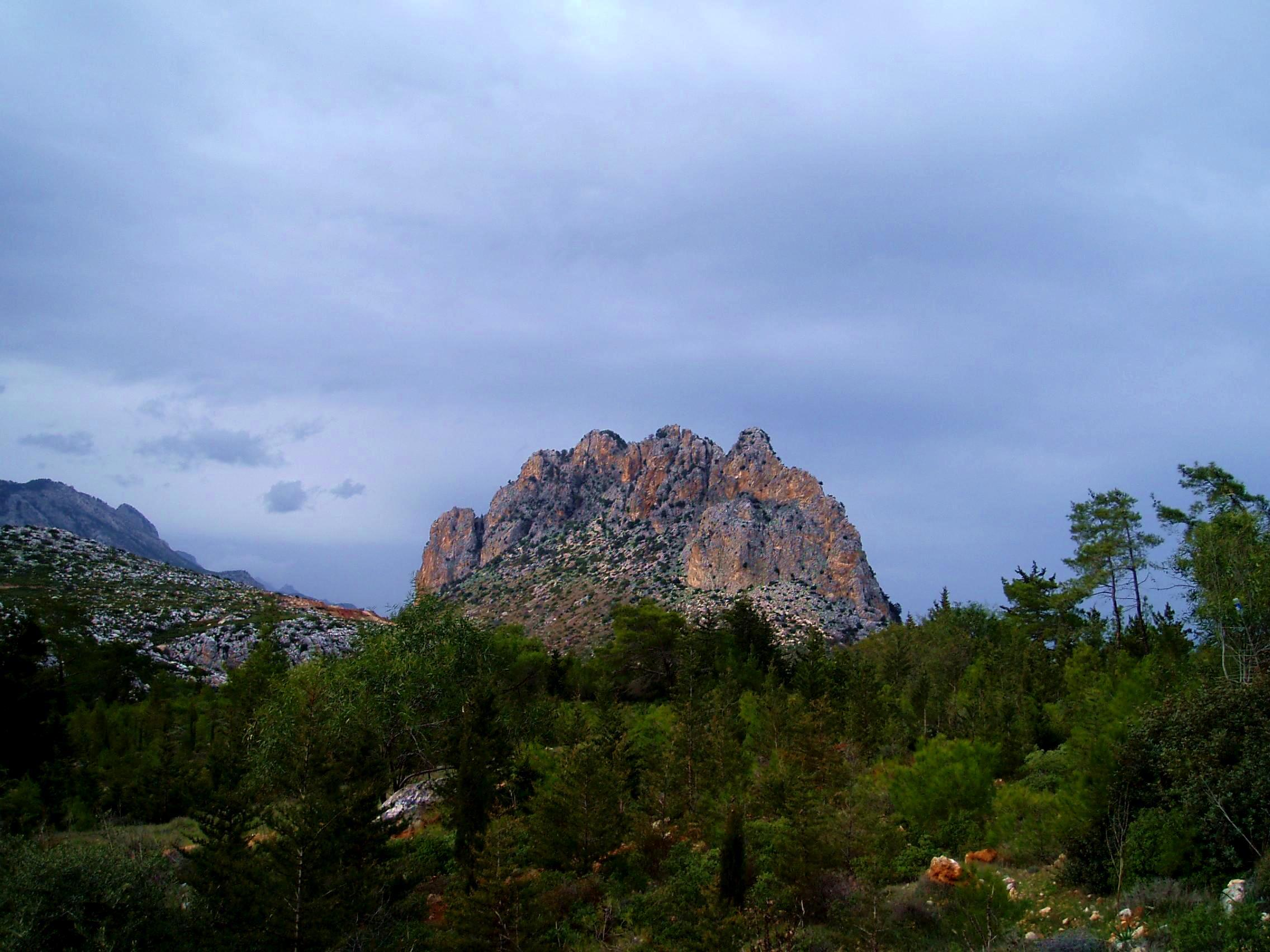
Der Pentadaktylos/Beşparmaklar
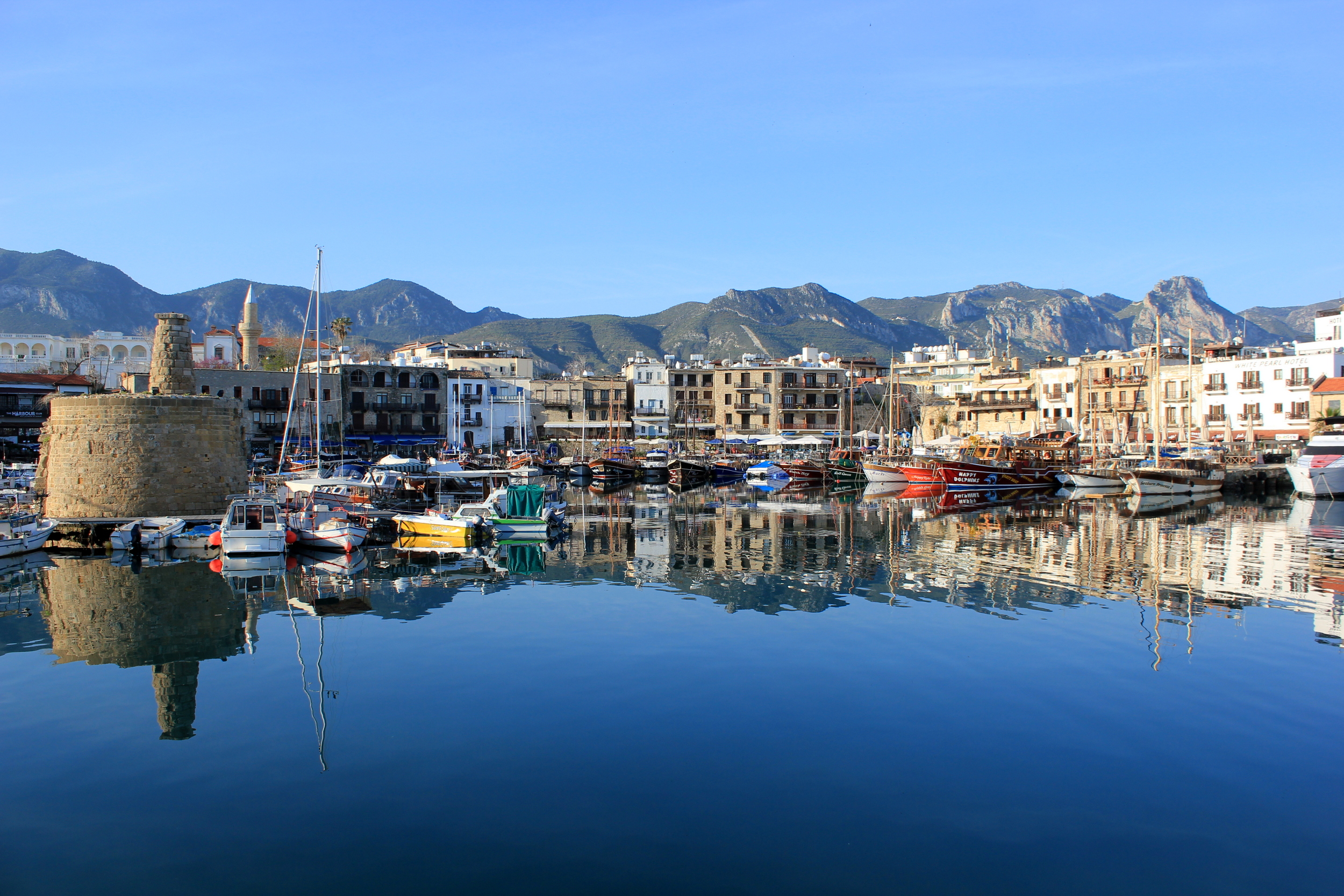
Der Hafen von Kyrenia (Girne) mit dem Gebirge im Hintergrund